# Lazes
Os lazes, lazos ou laz (em laz: ლაზი, transl.: lazi ou ლაზეფე, lazepe; em georgiano:  ლაზი, lazi ou ჭანი, Č’ani, chanes ou chanis; em turco:  lazlar) são um grupo étnico nativo das zonas costeiras junto ao mar Negro do nordeste da Turquia e sudoeste da Geórgia.
Descendentes de uma das principais tribos do antigo reino da Cólquida, os lazes foram dos primeiros povos a converterem-se ao cristianismo, quando viviam sob o domínio bizantino e o Reino da Cólquida. No século XVI, durante o período otomano, a maior parte deles converteu-se ao Islão sunita da madhab (escola) hanafista e foram governados como parte do sanjaco otomano do Lazistão (em otomano: ლაზონა, Lazona, termo também usado pelos lazes para designarem a região onde vivem). Na Geórgia os lazes são cristãos ortodoxos.
Os lazes da Turquia formam dois grupos principais. Um desses grupos é nativo da região correspondente ao sanjaco do Lazistão, que atualmente constitui as províncias de Rize e Artvin. O outro grupo principal é constituído por lazes que fugiram à expansão russa do século XIX e se fixaram em Adapazarı, Sapanca (província de Sakarya), Yalova e Bursa.
Os lazes têm uma língua própria, o laz (ou lazuri), aparentada com o mingrélio, o georgiano e o savan (todas elas línguas caucasianas meridionais ou cartevélicas), sem qualquer relação com o dialeto turco de Trabzon.
A identidade dos lazes na Geórgia está em larga medida misturada com a identidade georgiana em geral e o significado de "laz" é usualmente associado a uma categoria regional e não étnica. Os lazes da Geórgia estão concentrados sobretudo em Ajária.
O termo "laz" é geralmente usado na Turquia para designar todos s habitantes das províncias do mar Negro a leste de Samsun. No entanto, cada vez mais os lazes tentam diferenciar-se dos outros habitantes dessas regiões. Por outro lado, os que não são lazes também não gostam de serem chamados lazes, preferindo o termo karadenizli (natural do Mar Negro [Karadenizli]).

## História
[carece de fontes?]

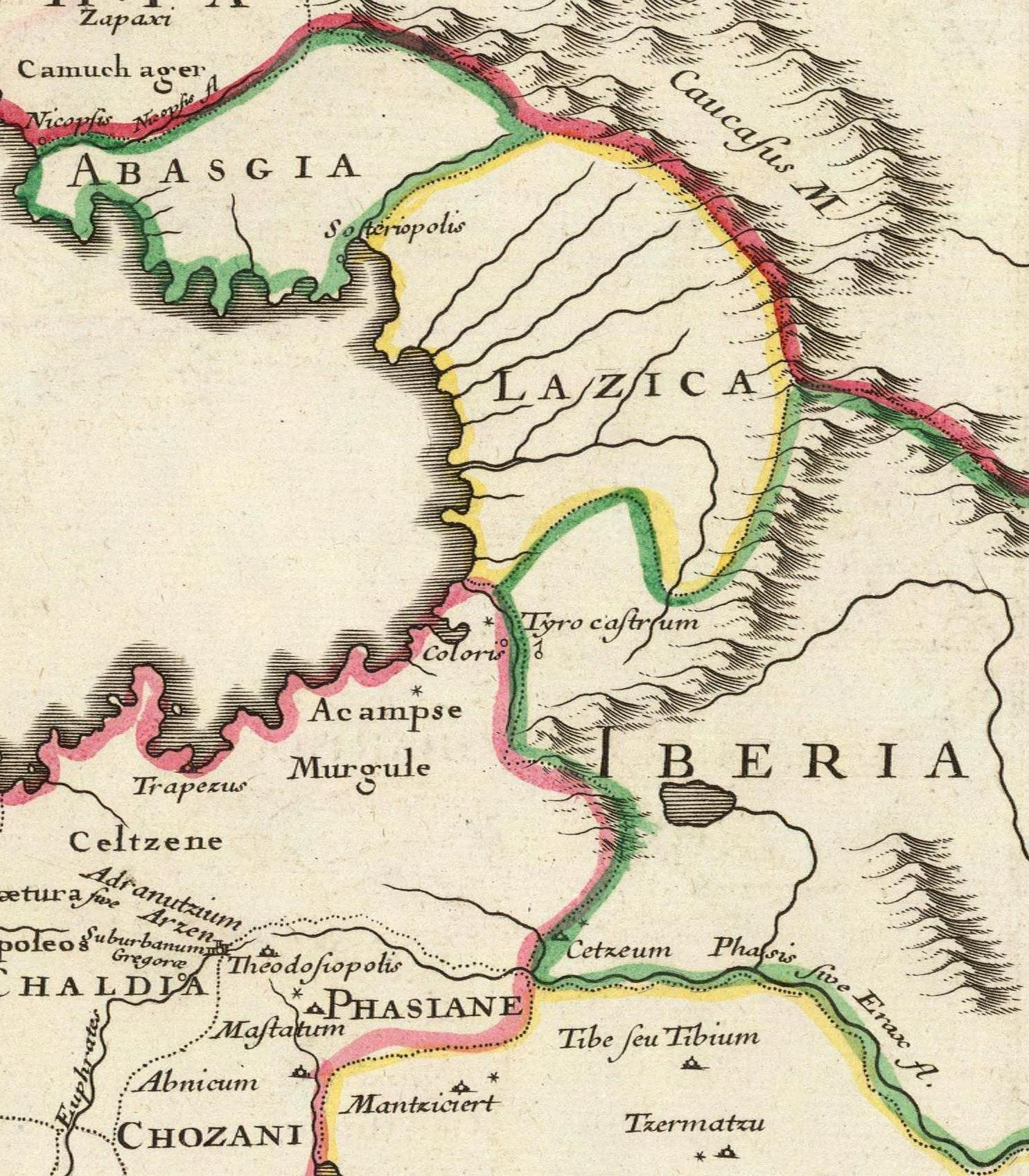
Mapa do início do século XVIII das zonas junto à costa sudeste do mar Negro

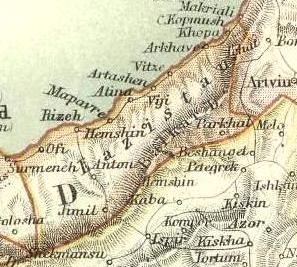
Mapa de 1911 mostrando o Lazistão otomano

A Cólquida é referida na lenda grega de Jasão e os Argonautas como o local onde estes foram buscar o tosão de ouro.
A história dos lazes remonta pelo menos ao século VI a.C., quando o estado mais importante do sudoeste do Cáucaso era o Reino da Cólquida, o qual cobria o que é atualmente a Geórgia ocidental e as províncias de Trabzon e Rize. Entre o início do século II a.C. e o final do século II d.C. o Reino da Cólquida, juntamente com os estado vizinhos, foi palco de inúmeros conflitos longas e devastadores entre Roma e as potências locais, nomeadamente o Reino da Arménia e o Reino do Ponto. Em resultado das campanhas dos generais romanos Pompeu e Lúculo, o Reino do Ponto foi completamente destruído e os seus territórios, incluindo a Cólquida, foram incorporados no Império Romano como províncias.
O antigo Reino da Cólquida tornou-se a província de Lázico, governada por um legado romano. Durante o período bizantino, o termo Cólquida deu lugar ao termo Laz. O período romano foi caracterizado por uma intensificação da helenização em termos linguísticos, económicos e culturais. Um exemplo disso é o facto da academia greco-latina de Fásis ser famosa em todo o império romano.
A partir do início do século II d.C. a província de Lázico foi ganhando autonomia, a ponto de no final do século ter sido concedida a independência, com a formação do Reino de Lázica, que cobria as regiões atuais da Mingrélia-Alta Suanécia, Ajária, Gúria e Abecásia. O novo reino congregou os principados menores dos zanos, suanos, Apsílios e Sanigues e durou mais de 250 anos, sendo absorvido em 562 d.C. pelo Império Bizantino. Em meados do século IV, Lázica adotou o cristianismo como religião oficial. São Simão, o Zelote (ou Cananeu) pregou em toda a Lázica e segundo alguns teria morrido em Suaniri, na região ocidental do reino, onde, segundo Moisés de Corene, os inimigos dos cristãos o cortaram em dois com uma serra.
A incorporação de Lázica e do Reino da Abecásia no Império Bizantino após a Guerra Lázica em 562 foi seguida de um período de 150 anos de relativa estabilidade que terminou no início do século VII com o aparecimento de árabes na área como nova potência regional.

## Distribuição geográfica
[carece de fontes?]

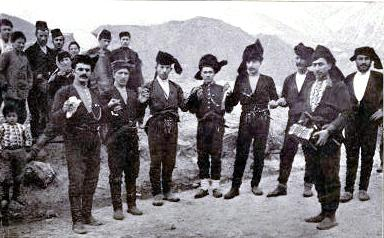
Lazes em fotografia de 1911

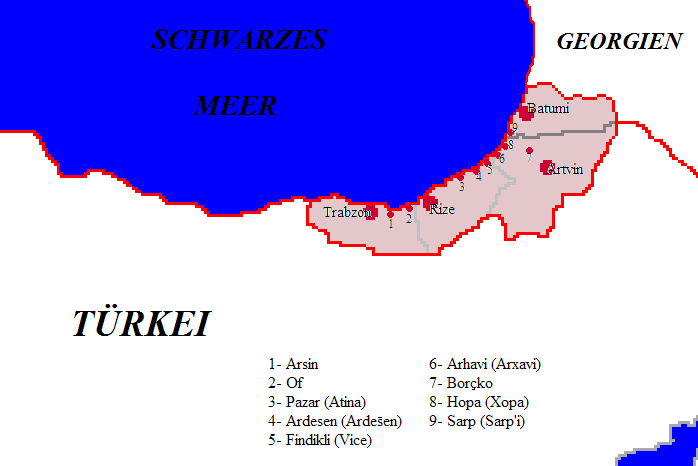
Mapa com as principais comunidades lazes

O antigo Reino da Cólquida e o seu sucessor Lázica (localmente conhecido como Egrissi) situavam-se na mesma região onde se encontram atualmente os falantes de laz e o seus súbditos provavelmente falavam uma versão antiga da mesma língua.
Atualmente a maioria dos falantes de laz vivem no nordeste da Turquia, numa faixa da costa do mar Negro. Os lazes constituem a maioria da população dos distritos de Pazar (antiga Atina), Ardeşen (Art'aşeni) e Fındıklı, na província de Rize, e de Arhavi (Ark'abi) e Hopa (Xopa), na província de Artvin. Os distritos de Çamlıhemşin (Vijadibi), na província de Rize, e de Borçka, na de Artvin também contam com comunidades lazes importantes, ainda que minoritárias. Há ainda comunidades lazes no noroeste da Anatólia, nomeadamente nas províncias de Cocaeli (principalmente em Karamürsel),  Düzce (sobretudo em Akçakoca),  Sakarya,  Zonguldak e Bartın, locais onde se estabeleceram muitos imigrantes fugidos da Guerra russo-turca de 1877–1878. Em tempos mais recentes, muitos lazes imigraram para Istambul e Ancara.
Na Geórgia, os lazes encontram-se sobretudo na república autónoma de Ajária, no sudoeste do país. As maiores povoações lazes são: Sarpi, Kvariati, Gonio e Makho. As cidades de Batumi, Kobuleti, Zugdidi e Tbilisi também têm comunidades lazes.
Há uma comunidade de imigrantes lazes com alguma importância na Alemanha, para onde têm emigrado desde os anos 1960.

## Cultura
[carece de fontes?]

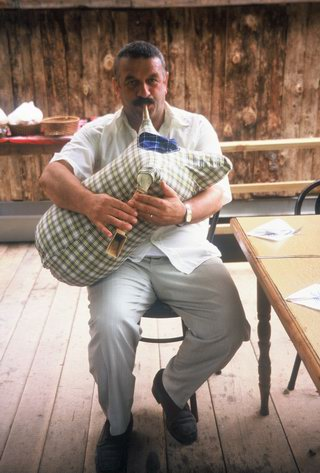
Tocador de guda (tulum laz), um instrumento musical tradicional

A língua laz não é escrita, pelo que o turco e o georgiano são as línguas literárias dos lazes da Turquia e Geórgia, respetivamente. Os lazes são tipicamente bilíngues.
O folclore laz é colorido e a literatura tradicional tem sido trasnmitida oralmente e não foi registada de forma sistemática. As primeiras tentativas para estabelecer uma identidade cultural distinta e criar uma língua literária baseada no alfabeto árabe foram levadas a cabo por Faik Efendisi na década de 1870, mas isso levou a que fosse preso pelas autoridades otomanas, que destruiram a maior parte dos seus trabalhos. Durante a autonomia relativa concedida às minorias na década de 1930, emergiu alguma literatura laz escrita, baseada em escrita laz, na Geórgia soviética, fortemente dominada pela ideologia soviética. O poeta Mustafa Banisi liderou este movimento efémero, mas nunca chegou a ser estabelecida uma norma oficial de escrita. Depois disso, foram feitas várias tentativas para registar as obras de literatura laz usando os alfabetos turco e georgiano. No final do século XX surgiram alguns poetas lazes na Turquia, como Pehlivanoğlu e Raşid Hilmi.
A música e danças lazes são muito originais, apesar de terem evoluído em contacto próximo com as populações vizinhas. Os instrumentos tradicionais incluem a guda (ou tulum laz, uma gaita de foles), o kemençe (uma espécie de lira), a zurna (uma corneta) e o doli (tambor). Nas décadas de 1990 e 2000, as canções em laz do músico folk-rock Kâzım Koyuncu alcançaram uma popularidade significativa na Turquia e na Geórgia.
A maior parte dos lazes da Turquia segue a escola hanafista do Islão sunita, enquanto que os lazes da Geórgia são membros da Igreja Apostólica e Ortodoxa Georgiana. As suas crenças religiosas estão patentes na poesia popular e em alguns costumes relacionados com os nascimentos, casamentos, mortes, Ano Novo, atividades marítimas e rituais de colheitas.
À parte de algumas atividades de investigação em universidades da Geórgia e da Alemanha (Universidade de Colónia), há muito poucos estudos da língua e cultura laz. O grau de assimilação na sociedade turca é elevado, mas recentemente tem havido algum ressurgimento de atividades culturais com o objetivo de revitalizar a língua e tradições lazes.
A organização social dos lazes é dominada por um sistema elaborado nos quais os laços de sangue são muito importantes. A família é fortemente dominada pelo marido, mas mesmo sob o Islão, a monogamia foi sempre preservada.

## Economia
[carece de fontes?]

O economia tradicional dos lazes sempre foi baseada na agricultura. Os lazes eram conhecidos pelas suas produções de avelã, mas nos anos 1960 a cultura de chá começou a crescer em importância e em grande parte acabou com o estilo de vida baseado na agricultura de subsistência praticada até então, encorajando muitos lazes a envolverem-se no comércio, o qual, após o colapso da União Soviética e a consequente abertura das fronteiras com a Geórgia, ganhou ainda mais importância.
Outras atividades tradicionais são a pesca, cultivo e tecelagem de cânhamo, cerâmica e olaria, as quais são praticadas desde a Antiguidade Clássica.